# MTV Video Music Awards 1994
Die Verleihung der MTV Video Music Awards 1994 fand am 8. September 1994 statt. Verliehen wurde der Preis an Videos, die vom 16. Juni 1993 bis zum 15. Juni 1994 ihre Premiere hatten. Die Verleihung fand in der Radio City Music Hall, New York City, New York statt. Moderatorin war Roseanne Barr.
Gewinner des Abends war R.E.M., deren Video zu Everybody Hurts vier Moonmen in den technischen Kategorien erhielt. Dicht darauf folgten Aerosmith, die außerdem mit neun Nominierungen diese Liste anführten und Salt-N-Pepa mit je drei Awards. Aersomiths Cryin’ gewann die beiden Hauptpreise Video of the Year und Viewer's Choice und war damit das erst das zweite Video, dem dies gelang. Das erste war INXS’ Need You Tonight/Mediate bei den MTV Video Music Awards 1988. 1994 war das letzte Jahr, in dem die Kategorien Video of the Year und Viewer's Choice deckungsgleich waren.
Größte Sensation der Show war ein öffentlicher Kuss von Michael Jackson und Lisa Marie Presley nach der Anmoderation von Jackson. Dabei handelte es sich tatsächlich um einen Marketing-Gag, ersonnen von Jacksons Managern um Gerüchten über Jacksons Pädophilie entgegenzutreten. Ein weiterer bemerkenswerter Moment war, als David Letterman in Replik auf Madonnas Skandalauftritt in seiner Late Show diese bat, auf ihre Sprache aufzupassen.

## Nominierte und Gewinner
Die jeweils fett markierten Künstler zeigen den Gewinner der Kategorie an.

### Video of the Year
Aerosmith – Cryin‘
- Beastie Boys – Sabotage
- Nirvana – Heart-Shaped Box
- R.E.M. – Everybody Hurts

### Best Male Video
Tom Petty & the Heartbreakers – Mary Jane’s Last Dance
- Beck – Loser
- Tony Bennett – Steppin’ Out with My Baby
- Bruce Springsteen – Streets of Philadelphia

### Best Female Video
Janet Jackson – If
- Björk – Human Behaviour
- Sheryl Crow – Leaving Las Vegas
- Me'Shell NdegéOcello – If That's Your Boyfriend (He Wasn't Last Night)

### Best Group Video
Aerosmith – Cryin’
- Beastie Boys – Sabotage
- Green Day – Longview
- R.E.M. – Everybody Hurts

### Best New Artist in a Video
Counting Crows – Mr. Jones
- Beck – Loser
- Björk – Human Behaviour
- Green Day – Longview
- Lisa Loeb und Nine Stories – Stay (I Missed You)
- Me'Shell NdegéOcello – If That's Your Boyfriend (He Wasn't Last Night)

### Best Metal/Hard Rock Video
Soundgarden – Black Hole Sun
- Aerosmith – Cryin‘
- Anthrax – Black Lodge
- Rollins Band – Liar

### Best R&B Video
Salt-n-Pepa (feat. En Vogue) – Whatta Man
- Brand New Heavies – Dream on Dreamer
- Toni Braxton – Breathe Again
- R. Kelly – Bump n' Grind

### Best Rap Video
Snoop Doggy Dogg – Doggy Dogg World
- Coolio – Fantastic Voyage
- Cypress Hill – Insane in the Brain
- Dr. Dre – Let Me Ride

### Best Dance Video
Salt-n-Pepa (feat. En Vogue) – Whatta Man
- En Vogue – Runaway Love
- Janet Jackson – If
- Us3 – Cantaloop (Flip Fantasia)
- Crystal Waters – 100% Pure Love

### Best Alternative Video
Nirvana – Heart-Shaped Box
- Beck – Loser
- Green Day – Longview
- The Smashing Pumpkins – Disarm

### Best Video From a Film
Bruce Springsteen – Streets of Philadelphia (aus Philadelphia)
- Backbeat Band – Money (aus Backbeat)
- Madonna – I'll Remember (aus Ein genialer Freak)
- Sinéad O’Connor – You Made Me the Thief of Your Heart (aus Im Namen des Vaters)

### Breakthrough Video
R.E.M. – Everybody Hurts
- Beastie Boys – Sabotage
- Björk – Human Behaviour
- Deep Forest – Sweet Lullaby
- Nine Inch Nails – Closer

### Best Direction in a Video
R.E.M. – Everybody Hurts (Regie: Jake Scott)
- Aerosmith – Amazing (Regie: Marty Callner)
- Beastie Boys – Sabotage (Regie: Spike Jonze)
- Deep Forest – Sweet Lullaby (Regie: Tarsem)

### Best Choreography in a Video
Salt-n-Pepa (feat. En Vogue) – Whatta Man (Choreografen: Frank Gatson und Randy Connor)
- Hammer – Pumps und a Bump (Choreografen: Hammer und Randi G.)
- Janet Jackson – If (Choreografin: Tina Landon)
- Us3 – Cantaloop (Flip Fantasia) (Choreograf: Toledo)

### Best Special Effects in a Video
Peter Gabriel – Kiss That Frog (Special Effects: Brett Leonard und Angel Studios)
- Aerosmith – Amazing (Special Effects: Cream Cheese Films und Video Image)
- Björk – Human Behaviour (Special Effects: Michel Gondry)
- Tool – Prison Sex (Special Effects: Adam Jones)

### Best Art Direction in a Video
Nirvana – Heart-Shaped Box (Art Director: Bernadette Disanto)
- Aerosmith – Amazing (Art Director: Ted Baffalucus)
- Björk – Human Behaviour (Art Director: Michel Gondry)
- Nine Inch Nails – Closer (Art Director: Tom Foden)

### Best Editing in a Video
R.E.M. – Everybody Hurts (Schnitt: Pat Sheffield)
- Aerosmith – Amazing (Schnitt: Troy Okoniewski und Jay Torres)
- Björk – Human Behaviour (Schnitt: Michel Gondry)
- Deep Forest – Sweet Lullaby (Schnitt: Robert Duffy)
- Peter Gabriel – Kiss That Frog (Schnitt: Craig Wood)
- Meat Puppets – Backwater (Schnitt: Katz)
- The Smashing Pumpkins – Disarm (Schnitt: Pat Sheffield)
- Stone Temple Pilots – Vasoline (Schnitt: Kevin Kerslake)

### Best Cinematography in a Video
R.E.M. – Everybody Hurts (Kamera: Harris Savides)
- Aerosmith – Amazing (Kamera: Gabriel Beristain)
- Deep Forest – Sweet Lullaby (Kamera: Tarsem und Denise Milford)
- Nirvana – Heart-Shaped Box (Kamera: John Mathieson)

### Viewer’s Choice
Aerosmith – Cryin‘
- Beastie Boys – Sabotage
- Nirvana – Heart-Shaped Box
- R.E.M. – Everybody Hurts

### International Viewer's Choice Awards

#### MTV Brasil
Sepultura – Territory
- Chico Science – A Cidade
- Legião Urbana – Perfeição
- Raimundos – Nêga Jurema
- Caetano Veloso und Gilberto Gil – Haiti

#### MTV Europe
Take That – Babe
- The Cranberries – Linger
- D:Ream – Things Can Only Get Better
- Enigma – Return to Innocence
- U2 – Stay (Faraway, So Close!)
- Whale – Hobo Humpin' Slobo Babe

#### MTV Japan
Hide – Eyes Love You
- Chara – Tsumibukako Aishiteyo
- Original Love – The Rover
- Seikima-II – Tatakau Nihonjin
- Izumi Tachibana – Vanilla

#### MTV Latin America
Los Fabulosos Cadillacs – El Matador
- Caifanes – Afuera
- La Ley – Tejedores de Ilusión
- Mano Negra – El Señor Matanza

### Michael Jackson Video Vanguard Award
Tom Petty

### Lifetime Achievement Award
The Rolling Stones

## Liveauftritte
- Aerosmith – Walk This Way
- Boyz II Men – I'll Make Love to You
- The Smashing Pumpkins – Disarm
- The Rolling Stones – Love Is Strong/Start Me Up
- Green Day – Armatage Shanks
- Beastie Boys – Sabotage
- Alexandrov Red Army Ensemble & Leningrad Cowboys – Sweet Home Alabama
- Salt-n-Pepa – Push It/None of Your Business/Whatta Man/Shoop
- Tom Petty & the Heartbreakers – Mary Jane's Last Dance
- Snoop Doggy Dogg – Murder Was the Case (DeathAfterVisualizingEternity)
- Stone Temple Pilots – Pretty Penny
- Bruce Springsteen – Streets of Philadelphia

## Auftritte
- Michael Jackson und Lisa Marie Presley – eröffneten die Show
- Tom Jones – präsentierte Best Female Video
- Coolio und Björk – präsentierten Best Dance Video
- Bill Bellamy, Kennedy und Rudy Giuliani  – traten in Spots zum Viewer's Choice Award auf
- Adam Sandler und Sandra Bullock – präsentierten Best Video from a Film
- Beavis und Butthead – traten in verschiedenen Spots auf
- Natalie Merchant und Soundgarden (Chris Cornell und Kim Thayil) – präsentierten Breakthrough Video
- Jann Wenner – präsentierte den Lifetime Achievement Award
- Ed Lover und Doctor Dré – traten in Spots zum Viewer's Choice Award auf
- Melissa Etheridge und Brendan Fraser – präsentierten Best New Artist in a Video
- Mark Messier und Daisy Fuentes – präsentierten Best Direction in a Video
- Naomi Campbell und Denis Leary – präsentierten Best Metal/Hard Rock Video
- Billy Corgan – präsentierte the Video Vanguard Award
- Public Enemy (Chuck D und Flavor Flav) – präsentierten Best Rap Video
- Fab 5 Freddy und Daisy Fuentes – traten in Spots zum Viewer's Choice Award auf
- Ben Stiller und Lisa Loeb – präsentierten Best Group Video
- Sheryl Crow und Stephen Dorff – präsentierten die International Viewer's Choice Awards
- VJs Gastão Moreira (Brasil), Kristiane Backer (Europe), Hannah (Japan) und Ruth Infarinato (Latin America) – präsentierten die Gewinner des Viewer's Choice ihrer jeweiligen Länder
- Toni Braxton und Tony Bennett – präsentierten Best Alternative Video
- Bill Bellamy und Kennedy – präsentierten den Viewer's Choice Award
- Cindy Crawford und Jon Stewart – präsentierten Best R&B Video
- Queen Latifah – präsentierte Best Male Video
- Krist Novoselic – hielt einen Nachruf auf  Kurt Cobain
- David Letterman – trat mit Madonna auf
- Madonna – präsentierte Video of the Year